# Slic3r
Slic3r ist eine kostenlose 3D Slicer-Software für den 3D-Druck. Sie generiert G-Code aus 3D STL, OBJ und AMF CAD-Dateien. Wenn die Datei generiert wurde, wird sie an 3D-Drucker gesendet, um den Gegenstand zu drucken. 2014 haben 55 % getesteter 3D-Drucker Slic3r unterstützt.
Prusa Research hat einen Fork für den Prusa i3-3D-Drucker namens PrusaSlicer.
SuperSlicer ist ein Fork von PrusaSlicer.